# Mīrājal
Mīrājal (persiska: میراجل) är en ort i Iran.   Den ligger i provinsen Västazarbaijan, i den nordvästra delen av landet, 400 km väster om huvudstaden Teheran. Mīrājal ligger 1 754 meter över havet och antalet invånare är 205.
Terrängen runt Mīrājal är lite bergig. Runt Mīrājal är det ganska glesbefolkat, med 47 invånare per kvadratkilometer. Närmaste större samhälle är Shāhīn Dezh, 13,7 km väster om Mīrājal. Trakten runt Mīrājal består i huvudsak av gräsmarker.